# Bzowo (Kobylnica)
Bzowo (deutsch Besow) ist ein Dorf im Nordosten der polnischen Woiwodschaft Pommern und gehört zur Stadt-und-Land-Gemeinde Kobylnica (Kublitz) im Powiat Słupski (Kreis Stolp).

## Geographische Lage
Bzowo liegt zwölf Kilometer östlich von Sławno (Schlawe) und 22 Kilometer westlich der Kreisstadt Słupsk an einer Nebenstraße, die die Landesstraße 6 (ehemals deutsche Reichsstraße 2, heute auch Europastraße 28) Danzig – Stettin bei Reblino (Reblin) über Słonowice (Groß Schlönwitz) und Kczewo (Egsow) mit Tychowo ((Wendisch) Tychow) an der Woiwodschaftsstraße 209 (Sławno – Bytów (Bütow)) verbindet. Die nächste Bahnstation ist Wrześnica (Freetz) an der Bahnstrecke Nr. 202 Danzig – Stargard.
Die Landschaft bei Bzowo ist leicht hügelig bei einer Höhenlage von etwa 35–40 Meter über NN. Nachbarorte sind Warszkówko (Neu Warschow) und Noskowo (Notzkow) im Norden, Słonowice (Groß Schlönwitz) im Osten, Wrząca (Franzen) und Ściegnica (Ziegnitz) im Süden sowie Tychowo ((Wendisch) Tychow) im Westen.

## Geschichte
Bzowo wurde das erste Mal urkundlich erwähnt, als Swantopolk II. von Pommerellen (1195–1266) dem Johanniterorden mehrere Dörfer übergibt, darunter auch Hiweze (= Egsow, polnisch: Kczewo) und Besowo. Zu einer nicht bekannten Zeit haben die Johanniter diese Besitzungen wieder aufgegeben. 1480 wird Mathias Bone als Besitzer von Besow genannt, und 1529 ist die Familie von Boehn Eigentümerin. Im Besitz dieser Familie bleibt Besow bis 1857, als Franz Wilhelm Adolf von Boehn das Gut an Friedrich von Blumenthal verkauft. Dieser veräußert es 1892 an August Siemers, Gutsbesitzer in Kunsow (Kończewo). Sein Sohn Paul Siemers bewirtschaftet das 810 Hektar große Gut von 1894 bis 1902, nach ihm ist Erich von Bonin der Besitzer. Dessen Sohn Albrecht von Bonin konnte das immerhin 900 Hektar große Gut aber nur bis 1931 halten, danach wurde es parzelliert.
In Besow lebten 1818 300 Einwohner, deren Zahl 1871 auf 492 und 1925 auf bereits 532 anstieg und im Jahre 1939 schließlich 541 betrug. Anfang März 1945 besetzten Truppen der Roten Armee den Ort. Bis 1947 hatten die meisten deutschen Einwohner ihre Heimat verlassen. Besow wurde polnisch und ist heute als Bzowo ein Teil der Gmina Kobylnica im Powiat Słupski der Woiwodschaft Pommern.

### Ortsgliederung bis 1945
Zur Gemeinde Besow gehörten vor 1945 drei Wohnplätze beziehungsweise Ortschaften:
1. Egsow (polnisch: Kczewo), Gutsdorf, zwei Kilometer östlich von Besow
2. Planheide (Rozłęka), ehemaliges Vorwerk von Gut Besow, 1 Kilometer nordwestlich des Dorfes, 1931 aufgesiedelt
3. Segenberg (Żabno), ehemaliges zu Besow gehörendes Vorwerk, zwei Kilometer nordöstlich des Dorfes, 1931 aufgesiedelt. Der Ort gehört jetzt zur Gmina Sławno.

### Amt Besow
Bis 1945 bildete Besow mit den Gemeinden Kummerzin (Komorczyn) und Ziegnitz (Ściegnica) den Amtsbezirk Besow im Landkreis Schlawe i. Pom. im Regierungsbezirk Köslin der preußischen Provinz Pommern. Das Standesamt Besow hatte seinen Sitz in Franzen (Wrząca), zu dem auch die Gemeinden Groß Schlönwitz (Słonowice), Kummerzin (Komorczyn), Klein Runow (Runowo Sławieńskie) und Ziegnitz (Ściegnica) gehörten. Amtsgerichtsbereich war Schlawe. Der letzte Besower Bürgermeister vor 1945 war Fritz Andre.

## Kirche
Die Bewohner von Besow waren vor 1945 evangelischer Konfession und gehörten zum Kirchdorf Groß Schlönwitz. Es lag im Kirchenkreis Schlawe der Kirchenprovinz Pommern der Kirche der Altpreußischen Union. Seit 1931 gab es im Schloss Besow einen gesonderten Kirchsaal, in dem regelmäßig kirchliche Veranstaltungen durchgeführt wurden. Letzter deutscher Geistlicher war Pfarrer Otto Range.
Seit 1945 ist die Bevölkerung von Bzowo mehrheitlich römisch-katholischer Konfession. Der Ort gehört weiterhin zur – nunmehr katholischen – Pfarrei Słonowice im Dekanat Sławno im Bistum Köslin-Kolberg der Katholischen Kirche in Polen. Die hier lebenden evangelischen Kirchenglieder sind jetzt in das Kirchspiel Słupsk (Stolp) in der Diözese Pommern-Großpolen der Evangelisch-Augsburgischen Kirche in Polen integriert.

## Schule
Eine Volksschule in Besow wurde bereits 1784 erwähnt. Nach 1931 wurde sie in das Schloss verlegt.

## Persönlichkeit des Ortes
- Sigi Domke (* 1957 in Bzowo), deutscher Autor, Regisseur, Komponist und Musiker